# Kobylisy (wijk)

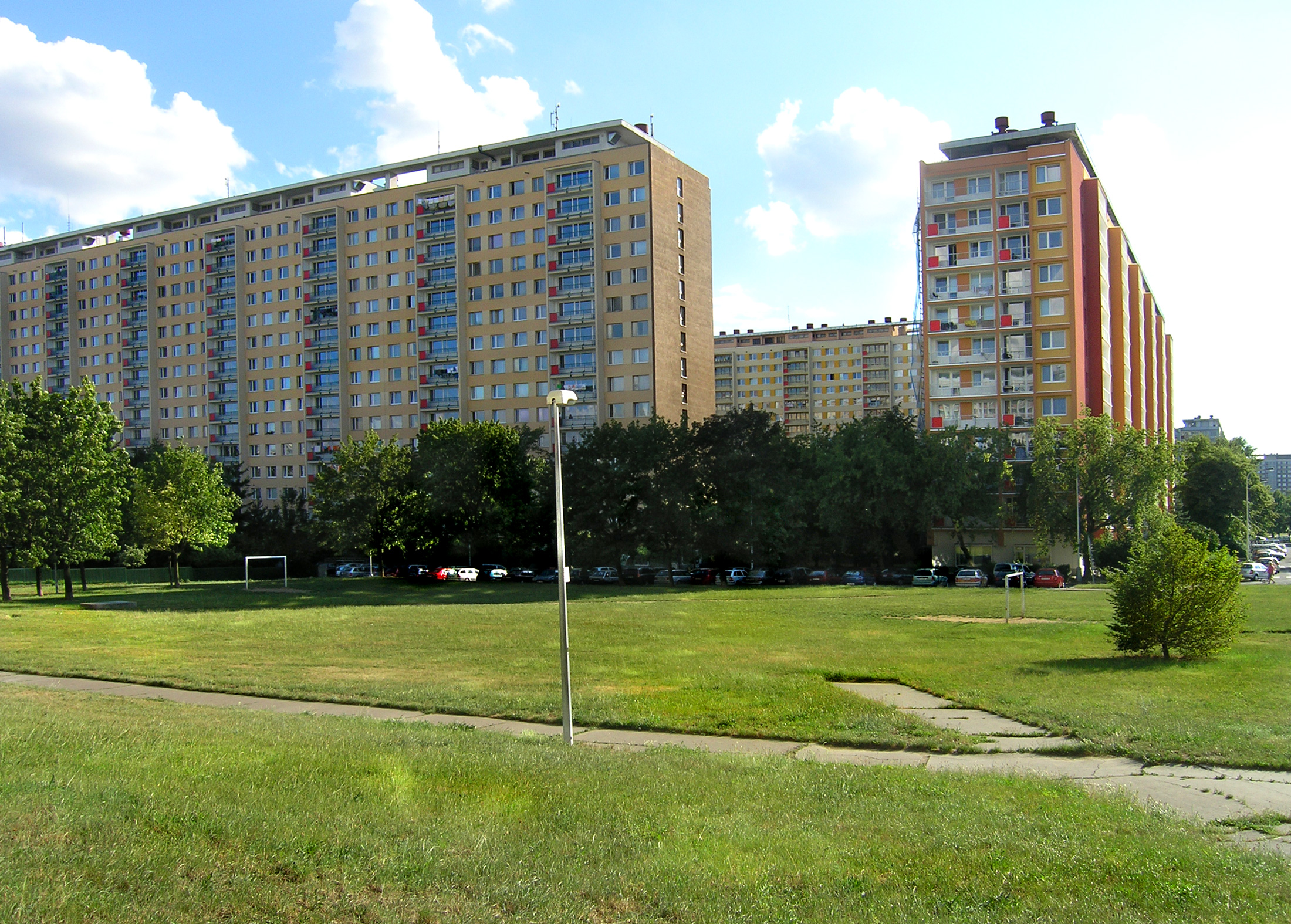
Flats in Kobylisy

Kobylisy is een wijk in de Tsjechische hoofdstad Praag. Tot 1922 was Kobylisy een zelfstandige gemeente. Nu behoort het tot het gemeentelijke district Praag 8. De wijk heeft 28.941 inwoners (2006).